# 頂厝
頂厝，是臺灣彰化縣鹿港鎮的一個地名，位於該鎮南部。就行政區而言，範圍大致包括頂厝里、鹿和里、鹿東里、永安里、埔崙里不含北端及西北端。

## 歷史
台灣清治末期至日治初期，頂厝地區為一街庄，稱為「頂厝庄」，隸屬於馬芝堡。該庄北與顏厝庄為鄰，東北一小段與廖厝庄為鄰，東與打鐵厝庄為鄰，南邊為橋頭庄，西南邊及西邊為鹿港街。
1901年（日治明治三十四年）11月，該庄隸屬於彰化廳。1909年（明治四十二年）10月，改隸屬於臺中廳。1920年（大正九年），該庄改制為「頂厝」大字，隸屬於臺中州彰化郡鹿港街，大字下有「頂厝」、「崙子頂」小字名。
戰後鹿港街改制為鹿港鎮，隸屬於彰化縣，大字亦改制為里。由於鹿港市區擴大，今日頂厝地區西南半部已發展成為市區的一部分。

## 交通
縣道135號（鹿和路一段、民權路、復興路）是和美至溪湖的道路，大致以L形經過頂厝地區，往東北可前往頂番婆、和美，往南轉東可前往埔鹽、溪湖。

## 學校
- 鹿東國小

## 公共設施
- 鹿港鎮運動場
- 鹿港生態休閒公園